# 3-Ureidopropionska kiselina
3-Ureidopropionska kiselna je intermedijer u metabolizmu uracila. Ona je derivat ureje i beta-alanina.